# Хасан-Руд
Хасан-Руд (перс. حسن رود) — село в Ірані, у дегестані Лічарґі-є-Хасан-Руд, в Центральному бахші, шагрестані Бендер-Анзалі остану Ґілян. За даними перепису 2006 року, його населення становило 1266 осіб, що проживали у складі 391 сім'ї.

## Клімат
Середня річна температура становить 14,33°C, середня максимальна – 27,95°C, а середня мінімальна – 0,10°C. Середня річна кількість опадів – 1136 мм.
| Клімат поселення                              | Клімат поселення | Клімат поселення | Клімат поселення | Клімат поселення | Клімат поселення | Клімат поселення | Клімат поселення | Клімат поселення | Клімат поселення | Клімат поселення | Клімат поселення | Клімат поселення | Клімат поселення |
| Показник                                      | Січ.             | Лют.             | Бер.             | Квіт.            | Трав.            | Черв.            | Лип.             | Серп.            | Вер.             | Жовт.            | Лист.            | Груд.            |                  |
| Середній максимум, °C                         | 9,35             | 9,69             | 11,98            | 17,29            | 21,85            | 25,32            | 27,95            | 27,86            | 24,30            | 20,88            | 16,17            | 11,68            |                  |
| Середня температура, °C                       | 4,73             | 5,08             | 7,35             | 12,68            | 17,25            | 20,70            | 23,84            | 23,72            | 20,18            | 16,78            | 12,07            | 7,56             |                  |
| Середній мінімум, °C                          | 0,10             | 0,46             | 2,73             | 8,06             | 12,61            | 16,07            | 19,74            | 19,62            | 16,08            | 12,64            | 7,94             | 3,44             |                  |
| Норма опадів, мм                              | 117              | 90               | 84               | 48               | 43               | 28               | 26               | 60               | 127              | 196              | 175              | 142              |                  |
| Середньомісячна швидкість вітру, м/с          | 2.30             | 2.41             | 2.40             | 2.34             | 2.40             | 2.70             | 2.60             | 2.36             | 2.18             | 2.13             | 2.06             | 2.10             |                  |
| Середньомісячна сонячна радіація, кДж/м²·день | 6762             | 8917             | 10944            | 15672            | 20104            | 22594            | 23381            | 19513            | 15940            | 10815            | 8468             | 6468             |                  |
| --------------------------------------------- | ---------------- | ---------------- | ---------------- | ---------------- | ---------------- | ---------------- | ---------------- | ---------------- | ---------------- | ---------------- | ---------------- | ---------------- | ---------------- |
| Джерело:                                      |                  |                  |                  |                  |                  |                  |                  |                  |                  |                  |                  |                  |                  |